# Psalm 4
Der 4. Psalm ist ein Psalm Davids und gehört in die Reihe der Klagepsalmen.

## Gattung
Aufgrund seiner Vertrauensaussagen wird der Psalm oft auch als Vertrauenspsalm angesehen. Martin Luther bezeichnet ihn als Dankpsalm. Solche Vertrauensaussagen sind aber auch in Klageliedern üblich, daher wird häufig nicht zwischen Vertrauenspsalm und Klagelied unterschieden. Der Psalm ist nicht den Dankliedern zuzurechnen, auch wenn die geschehene Rettung dies vermuten lässt, da keine eigentliche Danksagung vorhanden ist.

## Gliederung
Erhard S. Gerstenberger gliedert den Psalm folgendermaßen:
- Vers 1: Überschrift
- Vers 2: Anrufung und Eröffnungsbitte
- Vers 3–6: Herausforderung der Gegner
- Vers 7: Klage
- Vers 8f.: Vertrauensbestätigung, Bitte

## Deutung
Meistens wird der Gegensatz zwischen dem Vertrauen des Psalmisten und dem Verzagen der Anderen gegenübergestellt.
In Hinblick auf das Opfern wird der Psalm heutzutage als „nachkultisch“ angesehen, d. h. das Opfer wird nicht auf einen Opfergottesdienst im Tempel bezogen. Die Bezeichnung des Opfers in Vers 6 (זבחי־צדק) – „Gerechtigkeitsopfer“ (Elberfelder), „opfert, was recht ist“ (Lutherbibel) – wird deshalb entweder aus dem Kontext der Rechtsprechung oder auf Almosen hin gedeutet.

## Liturgische Verwendung
- Im katholischen Stundengebet ist Psalm 4 Teil der Komplet am Samstag (gefolgt von Ps 134,1–3 EU).